# B crochet gauche
B crochet gauche ( en minuscule) est une lettre additionnelle de l’alphabet latin qui est recommandée dans l’Alphabet général des langues camerounaises.

## Utilisation
Dans l’Alphabet général des langues camerounaises de 1984, le b crochet gauche représente une consonne roulée bilabiale voisée [ʙ]. Le mot ‹ ɨ̄mɨ̄ › « croire » en kom est donné comme exemple, celui-ci est écrit ‹ bɨmi › avec l’orthographe kom actuel.
Guillaume Segerer utilise le b crochet gauche pour représenter une consonne occlusive apico-labiale voisée dans une description du bijogo publiée en 2000.

## Représentations informatiques
Le b crochet gauche n’a pas été codé dans une norme informatique.